# KBS 뉴스광장 제주
《KBS 뉴스광장 제주》는 KBS 제주 1TV에서 매주 평일 오전 7시 20분에 방송 중인 제주 지역 아침 종합 뉴스 프로그램이다.

## 개요
KBS 제주 뉴스광장으로 읽는다.

## 앵커
| 대수 | 진행자          | 진행 기간        | 비고        |
| ---- | --------------- | ---------------- | ----------- |
| 1대  | 현송희 아나운서 | 일자 미상 ~ 현재 | [ 1 ] [ 2 ] |

## 경쟁 프로그램
- MBC 뉴스투데이 제주 (제주MBC TV)
- JIBS 뉴스 (아침) (JIBS TV)